# Baraolt
Baraolt (en hongrois : Barót) est une ville du județ de Covasna, à l'est de la Transylvanie, dans le Pays sicule en Roumanie.

## Géographie

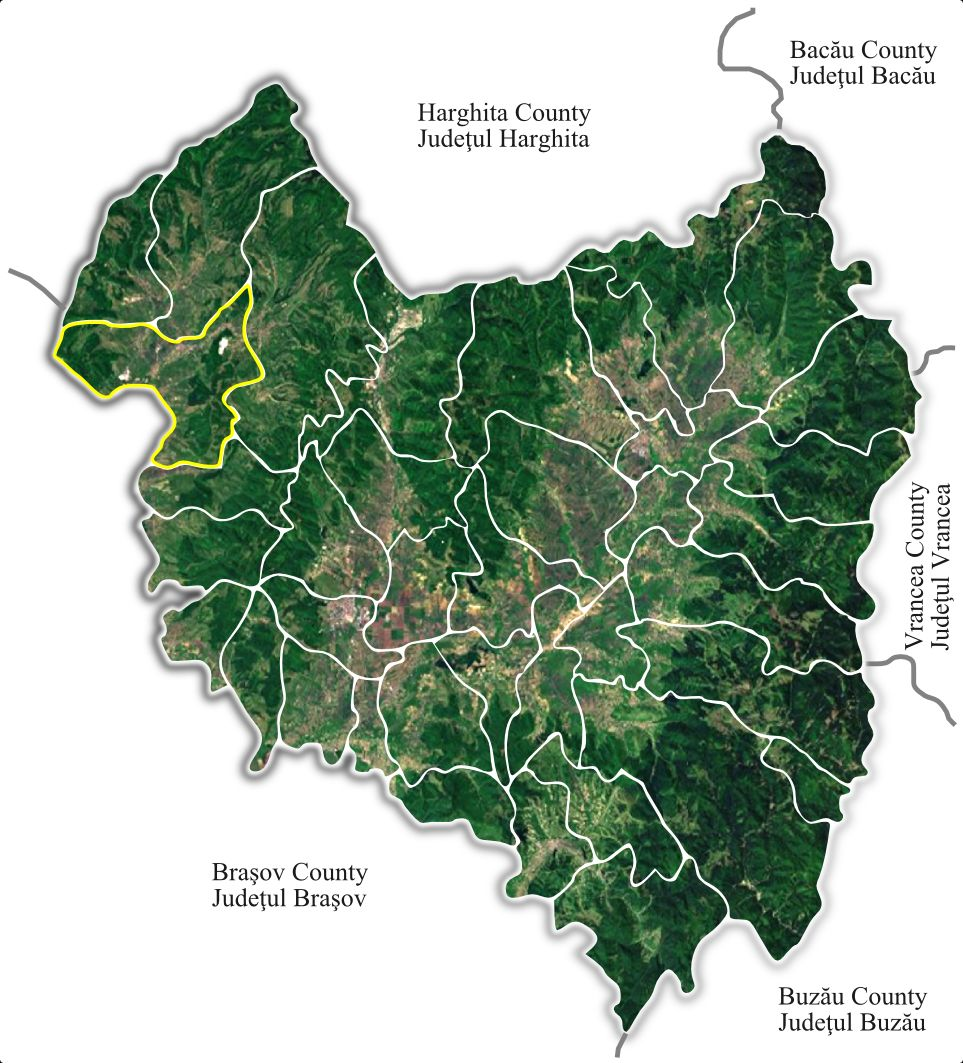
Baraolt dans le județ de Covasna.

Baraolt situé au sein de la dépression du même nom.
La ville administre six villages :
- Baraolt
- Biborțeni
- Bodoș
- Căpeni
- Micloșoara
- Racoșul de Sus

## Démographie

### Ethnies
| Année, | Roumains | Roumains | Hongrois | Hongrois | Allemands | Allemands | Juifs | Juifs | Roms | Roms | Autres | Autres |
| Année, | Nb       | %        | Nb       | %        | Nb        | %         |       |       | Nb   | %    | Nb     | %      |
| ------ | -------- | -------- | -------- | -------- | --------- | --------- | ----- | ----- | ---- | ---- | ------ | ------ |
| 1850   | 399      | 7,20     | 4 946    | 89,28    | 7         | 0,13      | 0     | 0,00  | 175  | 3,16 | 0,23   | 13     |
| 1920   | 140      | 1,95     | 6 928    | 96,36    | 72        | 1,00      | 45    | 0,63  | 0    | 0,00 | 0,07   | 5      |
| 1930   | 398      | 5,28     | 6 901    | 91,55    | 88        | 1,17      | 39    | 0,52  | 94   | 1,25 | 0,24   | 18     |
| 1941   | 33       | 0,41     | 7 971    | 98,63    | 32        | 0,40      | 0     | 0,00  | 20   | 0,25 | 0,32   | 26     |
| 1956   | 453      | 5,31     | 7 913    | 92,69    | 103       | 1,21      | 2     | 0,02  | 44   | 0,52 | 0,26   | 22     |
| 1966   | 311      | 3,48     | 8 592    | 96,02    | 35        | 0,39      | 1     | 0,01  | 3    | 0,03 | 0,07   | 6      |
| 1977   | 394      | 4,27     | 8 805    | 95,34    | 19        | 0,21      | 0     | 0,00  | 14   | 0,15 | 0,03   | 3      |
| 1992   | 340      | 3,24     | 10 094   | 96,20    | 17        | 0,16      | 0     | 0,00  | 39   | 0,37 | 0,03   | 3      |
| 2002   | 300      | 3,10     | 9 271    | 95,87    | 11        | 0,11      | 0     | 0,00  | 84   | 0,87 | 0,04   | 4      |
| 2011   | 246      | 2,84     | 8 129    | 93,74    | 8         | 0,09      | 0     | 0,00  | 90   | 1,04 | 2,29   | 199    |

## Politique et administration
| Période | Période  | Identité                | Étiquette   | Qualité |
| ------- | -------- | ----------------------- | ----------- | ------- |
| 2004    | 2012     | István Nagy             | Indépendant |         |
| 2012    | En cours | Barna-András Lázár-Kiss | UDMR        |         |

## Jumelages
La ville de Baraolt est jumelée avec :
- Zirc (Hongrie)
- Szarvas (Hongrie)
- Budafok (Hongrie)
- Dabas (Hongrie)
- Sarkad (Hongrie)
- Valea lui Mihai (Roumanie)